# Золотий Яр
Золотий Яр (рос. Ов. Золотой) — балка (річка) в Україні у Чугуївському районі Харківської області. Права притока річки Сіверського Дінця (басейн Азовського моря).

## Опис
Довжина балки приблизно 3,74 км, найкоротша відстань між витоком і гирлом — 3,54  км, коефіцієнт звивистості річки — 1,06 . Формується декількома балками та загатами.

## Розташування
Бере початок в урочищі Чугуїво-Бабчанській Дачі. Тече переважно на південний схід і на південно-західній околиці селища Кочеток впадає у річку Сіверський Донець, праву притоку Дону.

## Цікаві факти
- Біля витоку річки розташований автошлях Т 2111 (територіальний автомобільний шлях в Україні, Чугуїв — Кочеток — Печеніги — Великий Бурлук. Проходить територією Чугуївського, Печенізького, Великобурлуцького районів Харківської області.).
- У минулому столітті біля витоку на правому березі балки існував газгольдер[3].